# Cleistochloa
Cleistochloa là một chi thực vật có hoa trong họ Hòa thảo (Poaceae).

## Loài
Chi Cleistochloa gồm các loài: